# Alexandre Martínez
Alexandre Rubén Martínez Gutiérrez (Andorra la Vieja, Andorra, 4 de marzo de 1987) es un futbolista internacional andorrano. Se desempeña en posición de defensa y actualmente juega en el UE Santa Coloma que milita en la Primera división andorrana. 

## Selección nacional
Ha sido internacional con la Selección de fútbol de Andorra en siete ocasiones.

## Clubes
| Club            | País    | Temporadas      |
| --------------- | ------- | --------------- |
| UE Santa Coloma | Andorra | 2009-Actualidad |

## Palmarés

### Campeonatos nacionales
| Título               | Club            | País    | Año              |
| -------------------- | --------------- | ------- | ---------------- |
| Copa Constitució (3) | UE Santa Coloma | Andorra | 2013, 2016, 2017 |